# Construction à la règle et au compas
 (février 2016).
Si vous disposez d'ouvrages ou d'articles de référence ou si vous connaissez des sites web de qualité traitant du thème abordé ici, merci de compléter l'article en donnant les références utiles à sa vérifiabilité et en les liant à la section « Notes et références ».
Parmi les axiomes sur lesquels Euclide fonde sa géométrie, l'un est qu'il est toujours possible de tracer une droite passant par deux points donnés, un autre qu'il est toujours possible de tracer un cercle de centre donné et passant par un point donné. La géométrie euclidienne est donc la géométrie des droites et des cercles, autrement dit de la règle et du compas. L'intuition d'Euclide était que tout nombre pouvait être construit, ou « obtenu », à l'aide de ces deux instruments.
Cette conjecture va d'une part remettre en question la définition d'un nombre : les nombres rationnels ne suffisent pas à exprimer toutes les longueurs puisque la diagonale d'un carré de côté 1 est constructible, mais correspond au nombre √2 dont on démontre facilement qu'il ne saurait être le rapport de deux entiers et, d'autre part, engager la communauté mathématique dans la recherche de résolutions impossibles, comme la quadrature du cercle, la trisection de l'angle et la duplication du cube. La recherche des nombres constructibles et des polygones constructibles débouchera, après le développement de l'algèbre et de la théorie de Galois, sur le théorème de Gauss-Wantzel sur les polygones constructibles et sur le théorème de Wantzel pour les nombres constructibles.
Georg Mohr (1672) puis Lorenzo Mascheroni (1797) prouveront que toute construction à la règle et au compas peut se réaliser au compas seul.

## Architecture

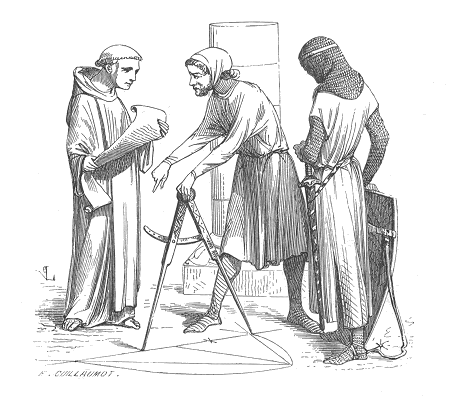
Architectes médiévaux - Dictionnaire raisonné de l'architecture française (Viollet-le-Duc).

Les liens qui unissent les constructions à la règle et au compas avec l'architecture sont très étroits :

« La géométrie offre plusieurs ressources à l'architecte : elle le familiarise avec la règle et le compas, qui lui servent surtout à déterminer l'emplacement des édifices. (Vitruve). »

Au Moyen Âge, l’architecte, plutôt appelé « maître de l’œuvre », possède des connaissances élémentaires de géométrie : E. Viollet-le-Duc voyait dans l'abbaye de Cluny le principal foyer de la renaissance des arts libéraux issus du quadrivium, au rang desquels se trouve la géométrie. Dans une société où peu savent lire, le plan, construit à la règle et au compas, est le seul moyen de communication simple entre l'architecte et les ouvriers. Se pose cependant le problème de l'échelle puisque les unités de longueur ne sont pas complètement normalisées. Sur le terrain s'active alors, avec son compas, le parlier ou maître de chantier qui fait le lien entre l'architecte et les ouvriers. Ceux-ci utilisent pour leur « art du trait » un compas et une règle, mais aussi, quand la taille des mesures est trop importante, le cordeau qui remplace indifféremment la règle (trait tiré au cordeau) et le compas. Associés à l'équerre, la règle et le compas deviennent alors le symbole de l'architecte, maître architecte des cathédrales ou architecte du monde. Ainsi les retrouve-t-on dans l'emblème de la franc-maçonnerie.

## Art
Le rôle de la construction à la règle et au compas dans les œuvres artistiques dépend beaucoup de l'époque et des courants artistiques.
Dans les icônes byzantines, la règle et le compas définissent le canon de la représentation. La tête des saints, par exemple, est construite sur la base de trois cercles concentriques, : un pour le visage, l'autre pour les contours de la tête et le troisième pour l'auréole. La règle et le compas jouent le même rôle de canon dans la construction des mandalas dans le bouddhisme tibétain : construits initialement à l'aide d'une règle et d'un compas, ils sont ensuite réalisés en sable de couleur.

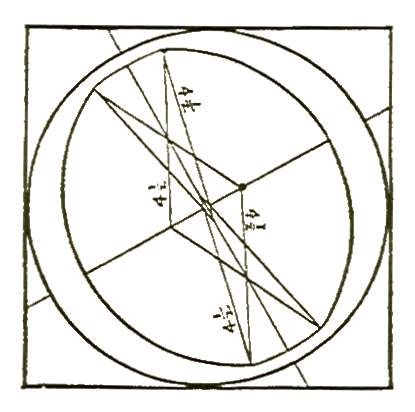
Lettre O - Francesco Torniello.

À la Renaissance, l'Occident redécouvre les Éléments d'Euclide (traduction de 1482). Les artistes italiens voient alors dans les constructions à la règle et au compas une source d'harmonie. Léonard de Vinci inscrit son Homme de Vitruve dans un cercle et un carré. Albrecht Dürer, auteur du livre Instructions pour la mesure à la règle et au compas, construit son Adam et Ève à l'aide de cercles et de droites. En typographie également, les artistes essaient de trouver une codification harmonieuse des lettres romanes. Felice Feliciano (1460) semble être le premier à construire des lettres à la règle et au compas. Francesco Torniello, Luca Pacioli et Albrecht Dürer lui emboîtent le pas. Ce mouvement perdure jusqu'en 1764, date à laquelle Fournier, dans son Manuel de typographie, s'inscrit en faux contre l'idée que l'harmonie des lettres est due à leur construction rigoureuse. La beauté des lettres ne provient que de la qualité artistique de leur dessinateur.
Le développement de la perspective demande une préparation géométrique de l'œuvre, mais les cercles et les droites ne sont alors qu'une grille qui permet à l'artiste de placer les formes au gré de son imagination et de sa sensibilité.
Vers 1900, naît un mouvement d’un genre nouveau avec Pablo Picasso et Georges Braque : le cubisme. Les formes sont fragmentées et s’inscrivent dans des configurations géométriques. Les artistes pensent que la beauté peut jaillir de la forme géométrique pure. Wassily Kandinsky, fondateur du Blaue Reiter et initiateur de l'art abstrait, crée en 1923 une œuvre purement géométrique Cercles dans un cercle. Victor Vasarely, un des maîtres de l’art abstrait géométrique et père du op art, généralise l'utilisation du compas et de la règle dans des tableaux qui recèlent des figures géométriques en donnant souvent une impression de volume.

## Géométrie

### Statut des lignes et points constructibles dans l'Antiquité
Devant l'impossibilité de résoudre certains problèmes de quadrature ou de division de ligne à la règle et au compas, plusieurs géomètres grecs ont, dès le Ve siècle av. J.-C., imaginé des instruments : Hippias d'Élis et Dinostrate, la quadratrice ; Archytas de Tarente, les cylindres auxiliaires ; Ératosthène, le mésolabe ; Nicomède, la réglette à conchoïde.
Une tradition, rapportée par Plutarque dans sa Vie de Marcellus, prétend que Platon aurait accusé ceux de ses élèves qui avaient conçu de tels instruments (Ménechme et Eudoxe notamment), « ...de détruire et de gâter la perfection de la géométrie, en la faisant fuir honteusement loin des notions incorporelles et intelligibles vers les réalités sensibles, en utilisant en outre des objets dont la fabrication nécessite un travail manuel long et grossier. » Cette tradition est reprise par Vitruve au livre IX (chap. II) de son traité De Architectura.
C'est ce qui a conduit à rattacher la mathématique des grandeurs constructibles au platonisme et à l'idéalisme. Une lecture positiviste du progrès scientifique, si elle reconnaît dans cette science une étape majeure de la pensée, estime qu'elle a aussi entraîné « une éclipse séculaire de la philosophie à base mathématique. »
Mais l'historien des sciences américain Wilbur Knorr estime que la découverte de nombres non constructibles n'a en rien marqué un point d'arrêt des mathématiques grecques : cette idée, selon lui, marque un anachronisme dû en partie à la Crise des fondements des mathématiques de l'Entre-deux guerres. Les mathématiciens grecs s’intéressaient avant tout à la résolution de ces problèmes quel qu'en soit le moyen, et considéraient leurs théorèmes et démonstrations davantage comme des  outils que comme des fins en soi.

### Constructions élémentaires
En géométrie, la règle (non graduée) et le compas sont les outils de base permettant de travailler en  géométrie plane. On défini une construction en appliquant cinq constructions de base en utilisant les points, lignes et cercles déjà tracés.
On obtient dans un premier temps des constructions simples comme celles d'axe ou de centre de symétrie, de parallèle ou de perpendiculaire qui sont, par exemple, à l'origine de l'étude des éléments dits remarquables dans un triangle. En appliquant des constructions aux objets précédemment construits, on obtient des figures dites constructibles. La géométrie prend alors un aspect algorithmique plus qu'axiomatique.
Certaines constructions restent irréalisables comme la construction d'un heptagone régulier ou l'extraction d'une racine cubique. Mais en adjoignant de nouveaux instruments comme les pliages ou une règle marquée, on obtient de nouvelles figures constructibles.

#### Les constructions de base
Ces sont les constructions garanties par les premiers postulats des éléments d'Euclide.
- Tracer la ligne passant par deux points
- Tracer le cercle de centre donné et passant par un autre point
- Trouver le point de rencontre de deux droites non parallèles
- Trouver l'intersection d'une ligne et d'un cercle (il peut y en avoir deux, un ou aucun)
- Trouver les deux points d'intersection de deux cercles, s'il sont sécants.

Par exemple, partant de deux points distincts seulement, on peut tracer une ligne et deux cercles (l'un après l'autre, en prenant pour centre chacun des points et en appuyant le cercle sur l'autre point). Ces deux cercles se coupent en deux points. Les deux lignes joignant ces points aux points des bases, complètent la construction d'un triangle équilatéral.
Ainsi, pour Euclide et jusqu'à la réforme des fondements, chaque problème de géométrie consiste en un ensemble initial d'objets (points et lignes), un algorithme (la construction), un résultat (conclusion) ainsi qu'un raisonnement prouvant que le résultat possède bien les propriétés attendues.
Dans cette perspective, la géométrie est équivalente à un système axiomatique, en replaçant ses éléments par des symboles. Gauss, un des premiers à le réaliser, a utilisé cette transposition pour prouver l'impossibilité de certaines constructions ; et, plus trad, Hilbert a établi un ensemble complet de la géométrie.

#### Médiatrice et bissectrice

Construction de la médiatrice.

La principale construction de la géométrie est sans doute le tracé de la médiatrice d'un segment. La médiatrice du segment [AB] est la droite d qui coupe perpendiculairement [AB] en son milieu mais c'est aussi l'ensemble des points équidistant des extrémités du segment. Il suffit donc d'ouvrir le compas sur une longueur supérieure à la moitié de la longueur du segment, puis de tracer deux cercles avec ce rayon, l'un centré sur A, l'autre sur B (on peut se contenter de ne tracer que des arcs de cercle). L'intersection des deux cercles est constituée de deux points situés à égale distance de A et de B, et qui définissent donc bien la médiatrice.
Cette méthode permet aussi de placer un milieu ou de construire une perpendiculaire.

Construction de la bissectrice.

La  bissectrice d'un  angle, ou plus précisément, d'un secteur angulaire est  l'axe de symétrie de ce secteur. Il suffit de construire sur chaque demi-droite deux points à égale distance du sommet  en construisant les points d'intersection des demi-droites avec un même cercle de centre le sommet de l'angle. En prenant ces deux points comme centres de deux cercles de même rayon, on construit deux arcs de cercle qui se coupent en deux points appartenant tous deux à la bissectrice recherchée.
Il est donc toujours possible de couper, à la règle et au compas, un angle en deux parts égales. Mais il n'est pas toujours possible de découper, à la règle et au compas, un  angle en trois part égales. C'est le problème de la trisection de l'angle.

#### Milieu et symétriques
Le milieu du  segment [AB] s'obtient en construisant le point d'intersection de la droite (AB) avec la médiatrice du segment [AB].
Le symétrique du point A par rapport à B s'obtient en construisant le point d'intersection (différent de A) entre  la droite (AB) et  le cercle de centre B passant par A.
Le symétrique du point C par rapport à la droite (AB) s'obtient en construisant le point d'intersection (différent de C) entre le cercle de centre A passant par C et le cercle de centre B et passant par C. Si le point C est sur la droite (AB), il est son propre symétrique et aucune construction n'est nécessaire.
|  |  |

#### Perpendiculaire et parallèle
| La parallèle à la droite (AB) passant par un point C se construit à l'aide de la propriété de la droite des milieux. On construit le symétrique C1 du point C par rapport à A puis le symétrique C2 du point C1 par rapport à B. la droite recherchée est la droite (CC2). | La perpendiculaire à la droite (AB) passant par un point C non situé sur (AB) est la droite (CC') joignant le point C à son symétrique par rapport à la droite (AB). Si le point C est situé sur (AB), il suffit de prendre le symétrique A' (ou B') du point A (ou du point B) par rapport à C, la perpendiculaire est alors la médiatrice de [AA'] (ou de [BB']). |

#### Géométrie du triangle
Le triangle est une figure emblématique de la géométrie euclidienne. Tous ses éléments remarquables : bissectrices, médiatrices, hauteurs, médianes, cercle d'Euler et droite d'Euler sont constructibles à la règle et au compas.

#### Polygones réguliers
Un polygone régulier est un polygone inscriptible dans un cercle et dont tous les côtés sont égaux. Il est aisé de construire à la règle et au compas le triangle équilatéral, le carré et l'hexagone régulier. Avec plus de difficultés, on peut construire le pentagone régulier. On peut assez facilement doubler le nombre de côtés d'un polygone constructible en traçant des bissectrices et construire, par exemple, des polygones à {\displaystyle 2\times 4=8}, à {\displaystyle 2\times 5=10} et à {\displaystyle 2\times 6=12} côtés. Même s'il est théoriquement possible de tracer des polygones à {\displaystyle 4\times 5=20}, à {\displaystyle 8\times 5=40} et à {\displaystyle 16\times 5=80} côtés, leur réalisation est difficile en pratique.
Restent parmi les polygones à moins de 10 côtés, l'heptagone (7 côtés) et l'ennéagone (9 côtés) qui ne sont pas constructibles ; il faudra attendre Gauss, puis Wantzel pour faire l'inventaire de tous les polygones constructibles.
| Construction du pentagone régulier Article détaillé : Construction du pentagone régulier à la règle et au compas . | La construction d'un hexagone se fait simplement à l'aide de trois cercles de même rayon. Elle utilise la propriété du triangle équilatéral qui possède trois angles de 60° et le fait que les angles au centre d'un hexagone valent 60°. |

### Nombres constructibles
Pour Euclide, un nombre constructible est un nombre associé à une longueur constructible. De nos jours, un nombre constructible est un nombre obtenu comme coordonnée d'un point constructible à partir d'un quadrillage. On sait maintenant que l'ensemble des nombres constructibles contient l'ensemble des nombres rationnels, mais est strictement inclus dans l'ensemble des nombres algébriques. On sait en particulier que le nombre π, transcendant, n'est pas constructible (quadrature du cercle) et que 3√2, nombre algébrique, ne l'est pas non plus (duplication du cube).

## Applications
Les constructions à la règles et au compas sont utilisées dans le domaine de la modélisation géométrique et en particulier dans des logiciels de résolution de systèmes de contraintes géométriques.